# Begonia annulata
Espèce
Synonymes
- Begonia barbata Wall. ex A.DC.[1]
- Begonia griffithii Hook.[1]
- Platycentrum annulatum (K.Koch) Regel[1]

Begonia annulata est une espèce de plantes de la famille des Begoniaceae. Ce bégonia est originaire d'Asie du Sud. L'espèce fait partie de la section Platycentrum. Elle a été décrite en 1857 par Karl Koch (1809-1879).
L'épithète spécifique annulata signifie « pourvue d'anneaux », par allusion aux motifs concentriques du feuillage.

## Répartition géographique
Cette espèce est originaire des pays suivants : Bhoutan ; Inde.